# Константиново раскршће (ТВ серија)
Константиново раскршће је  надолазећа српска серија из 2023. године настала по сценарију Ђорђа Милосављевића и базирана на истоименом роману Дејана Стојиљковића. Током 2025. године ће се премијерно емитовати на Суперстар ТВ.

## Радња
Радња ТВ серије смештена је пред крај Другог светског рата у окупираној Србији. Нацисти трагају за великом тајном Константина Великог, која може да промени ток рата.
Према старој легенди, клинови којима је Исус био прикован за крст нестали су након његовог васкрсења. Један је уметнут као део у круни која је вековима красила главе владара, други је стављен на врх копља којем је Господ био прободен на распећу, а трећи је претопљен у сечиво мача... Легенда каже да ће онај који буде имао у поседу ове три свете ствари завладати светом. Иста легенда каже да се трећа света реликвија налази на Балкану, на југу земље коју потреса грађански рат, у граду где је рођен први римски император који је поверовао у снагу Крста...
У пролеће 1939. непосредно пред почетак Другог светског рата, рајхсфирер Хајнрих Химлер поклонио је свом вођи Адолфу Хитлеру мапу на којој је било уцртано шест праваца у којима би требало да се крећу истраживања древне аријевске прошлости.
Један од тих праваца показивао је на Србију.
Пет година касније, у лето 1944. у Нишу, родном граду Константина Великог, СС официр Хајнрих Кан, високи адепт аријевског реда Мртвачке главе, успева да склопи мозаик који ће га одвести на место које крије тајне последњег великог римског императора. Мач који Хитлер толико жуди да има у рукама налази се у никад откривеној Константиновој збирци оружја, армаментаријуму скривеном испод темеља античког Наиса, на древним мапама означеном као "Константиново раскршће".
Али на путу који Кан треба да пређе у свом суровом походу ка забрањеним знањима древних аркана, испречиће му се двојица људи: загонетни четнички мајор Немања Лукић и командант одбране града - баварски племић Ото фон Фен. У исто време, поред бомби које савезници бацају са неба, Ниш потреса серија монструозних убистава... У лудилу грађанског рата вођеном од стране националиста и комуниста, то наизглед никог не узбуђује, али једна прастара реч може се чути с времена на време, како је између себе тихо изговарају војници на мртвој стражи, та реч је "Вампир".
У ноћи када ће савезнички бомбардери запалити небо изнад Ниша, прастара људска жудња води у подземље оне који немају шта да изгубе. Тамо их чекају одговори на питања која су себи постављали читавог живота. Још нешто их чека доле, у катакомбама, чувар чије име је означено руном на своду улаза у подземне лагуме Наиса, створење од врсте која је готово заборављена, старе колико и сам свет. У мраку сијају његове очи боје пурпура, на месту где се секу границе два света, на "Константиново раскршће".

## Улоге
| Глумац                  | Улога       |
| ----------------------- | ----------- |
| Милан Марић             | Хајнрих Кан |
| Аница Добра             |             |
| Никола Ристановски      |             |
| Александар Димитријевић |             |
| Милена Радуловић        |             |
| Петар Зекавица          |             |
| Александар Јовановић    |             |
| Велибор Топић           |             |
| Скот Александер Јанг    |             |
| Бранко Томовић          |             |
| Тони Гојановић          | Шмидт       |
| Тони Михајловски        |             |
| Тамара Ристоска         | Вера        |
| Александар Петровић     |             |
| Петре Арсовски          |             |